# Елкинс (Западна Вирџинија)
Елкинс (енгл. Elkins) град је у америчкој савезној држави Западна Вирџинија.

## Демографија
По попису из 2010. године број становника је 7.094, што је 62 (0,9%) становника више него 2000. године.
| Група             | 2000.         | 2010.         |
| Белци             | 6.788 (96,5%) | 6.792 (95,7%) |
| Афроамериканци    | 63 (0,9%)     | 87 (1,2%)     |
| Азијати           | 67 (1,0%)     | 54 (0,8%)     |
| Хиспаноамериканци | 54 (0,8%)     | 75 (1,1%)     |
| Укупно            | 7.032         | 7.094         |